# Gehaakte beekkruiper
De gehaakte beekkruiper (Stylodrilus heringianus) is een ringworm die behoort tot der familie van de brokkelwormen (Lumbriculidae). De zachtrode worm komt vooral voor in stromende wateren zoals beken.

## Kenmerken
De soort is te herkennen aan zijn twee lange uitwendige (vlezige) penissen in segment 10 van zo'n 300 um lang.

## Verspreiding
De gehaakte beekkruiper komt met name voor in Europa en Noord-Amerika.